# Cirrhicera basalis
Cirrhicera basalis är en skalbaggsart som beskrevs av Charles Joseph Gahan 1892. Cirrhicera basalis ingår i släktet Cirrhicera och familjen långhorningar. Inga underarter finns listade i Catalogue of Life.